# Madpakken - en hilsen hjemmefra
|  | Denne artikel er oprettet af botten PalnaBot ud fra en ekstern database. Den kan derfor have sproglige fejl eller mangler. Denne skabelon kan fjernes efter kontrol af indholdet. |

Madpakken - en hilsen hjemmefra er en dokumentarfilm instrueret af Kjeld Kjeldsen efter manuskript af Kjeld Kjeldsen.

## Handling
Jeg synes, at madpakker er utroligt kedelige - lyder en moders hastige og nådeløse dom. Men er de nu også det? Nuvel! Man kan naturligvis bare tømme køleskabet og bruge, hvad der er - eller kombinere med resterne fra dagen i forvejen. Eller man kan påvirke lidt sundt og også tage hensyn til, hvad barnet kan lide. Man kan diskutere, om der nu skal være rugbrød eller ej, og om slik er bandlyst i madpakker. Og hvad så med pålægschokolade eller en rigtig, god, gammeldags sukkermad? Selvfølgelig kan man lave den samme madpakke hver dag, men man kan også sammensætte indholdet efter farver! Madder kreeres, pakkes ind - og ud igen, undersøges, byttes, leges med og fortæres. Dokumentaristen Klaus Kjeldsen sætter muntert og nysgerrigt fokus på et af hverdagens små og dog så uendeligt store fænomener: Den danske madpakke - mødrenes hilsen hjemmefra til børnehavens beboere.